# ユダヤ・トーラ連合
ユダヤ・トーラ連合（ユダヤ・トーラれんごう、ヘブライ語: יהדות התורה המאוחדת, Yahadut HaTorah HaMeukhedet; 英語: United Torah Judaism, UTJ）は、イスラエルの超正統派 (ユダヤ教)の二つの宗教政党、アグダート・イスラエルとデゲル・ハトラーが比例代表制選挙によるクネセト（イスラエル国会）に議席を獲得するために1992年に創設した政党連合である。
2004年にアリエル・シャロンを首班とする連立内閣へ参画するが、一旦はアグダート・イスラエルとデゲル・ハトラーに分裂。2009年実施の第18回イスラエル議会総選挙に際し両党が再統合、その結果、前回より1議席減らしたものの5議席獲得した。2013年のクネセト選挙では7議席を獲得した。
この政党は、現行のパレスチナ問題に対して特に関心は持っていない。逆に、シオニズムについても特段関心はなく、一部の議員はシオニズムを批判している。例えば、2009年に死去したこの党に所属していたアブラハム・ラヴィツは、次のように言った。
「シオニストたちは間違っている。＜イスラエルの地＞に対する愛を育むためなら、その全土にわたって政治、軍事的支配を打ち立てる必要などまったくないはずなのだ。人は、テルアビブにいながらにしてヘブロンの町を愛することができる。（中略）ヘブロンの町は、それがたとえパレスチナ側の支配下に置かれたとしても十分愛され得るだろう。イスラエル国自体は一つの価値ではない。価値の範疇に属するものは、もっぱら精神に関わる事象のみである」

## 選挙結果
| 選挙     | 党首                     | 得票数  | %         | 議席数  | +/–      | 地位 |
| -------- | ------------------------ | ------- | --------- | ------- | -------- | ---- |
| 1992     | en:Avraham Yosef Shapira | 86,167  | 3.29 (#7) | 4 / 120 | 3        | 野党 |
| 1996     | en:Meir Porush           | 98,657  | 3.23 (#8) | 4 / 120 | 増減なし | 与党 |
| 1999     | en:Meir Porush           | 125,741 | 3.80 (#9) | 5 / 120 | 1        | 与党 |
| 2003     | en:Yaakov Litzman        | 135,087 | 4.29 (#8) | 5 / 120 | 増減なし | 野党 |
| 2006     | en:Yaakov Litzman        | 147,091 | 4.69 (#8) | 6 / 120 | 1        | 野党 |
| 2009     | en:Yaakov Litzman        | 147,954 | 4.39 (#6) | 5 / 120 | 1        | 与党 |
| 2013     | en:Yaakov Litzman        | 195,892 | 5.16 (#6) | 7 / 120 | 2        | 野党 |
| 2015     | en:Yaakov Litzman        | 210,143 | 4.99 (#9) | 6 / 120 | 1        | 与党 |
| Apr 2019 | en:Yaakov Litzman        | 249,049 | 5.78 (#4) | 8 / 120 | 2        |      |
| Sep 2019 | en:Yaakov Litzman        | 268,688 | 6.06 (#6) | 7 / 120 | 1        |      |
| 2020     | en:Yaakov Litzman        | 274,437 | 5.98 (#5) | 7 / 120 | 増減なし | 与党 |
| 2021     | en:Moshe Gafni           | 248,391 | 5.63 (#7) | 7 / 120 | 増減なし | 野党 |
| 2022     | en:Yitzhak Goldknopf     | 280,125 | 5.88 (#6) | 7 / 120 | 増減なし | 与党 |